# クリーブランド・インファンツ
クリーブランド・インファンツ（Cleveland Infants）は、1890年にオハイオ州クリーブランドを本拠地として、プレイヤーズ・リーグに参加していたプロ野球チーム。別名称は"Babes"（ベイブス）。

## 球団史
1890年のプレイヤーズ・リーグ創設時に結成されたチーム。前年にクリーブランド・スパイダーズに在籍していた選手を中心に構成されていた。ピート・ブラウニングとヘンリー・ラーキンが攻撃の中心となり、特にブラウニングは打率.373を記録してプレイヤーズ・リーグの首位打者となる活躍をしたが、チーム防御率4.23と投手力に問題があったようで、リーグでも上位に顔を出すことはなく、順位は8球団中の7位に終わった。同年のプレイヤーズ・リーグの破綻を受けチームは1年で解散した（クリーブランド・スパイダーズに吸収されたとする資料もある）。

## 戦績
※順位は勝率による。
| 年度   | リーグ | 試合 | 勝利 | 敗戦 | 勝率 | 順位 | 監督                                    | 本拠地           |
| ------ | ------ | ---- | ---- | ---- | ---- | ---- | --------------------------------------- | ---------------- |
| 1890年 | PL     | 131  | 55   | 75   | .423 | 7位  | ヘンリー・ラーキン パスティ・ティビュー | Brotherhood Park |

## 所属した主な選手
- ピート・ブラウニング：外野手。打率.373でプレイヤーズ・リーグの首位打者となった。
- ヘンリー・ラーキン：一塁手。チーム最多の112打点を記録。
- エド・デラハンティ：遊撃手。後に打率4割を3度記録。アメリカ野球殿堂入り。
- ヘンリー・グルーバー：投手。クリーブランドでは22勝23敗、防御率4.27。

## 主な球団記録
打撃記録
- 通算安打数：184（ピート・ブラウニング）
- 通算本塁打：5（ピート・ブラウニング、ヘンリー・ラーキン）
- 通算打点数：112（ヘンリー・ラーキン）
- 通算盗塁数：35（ピート・ブラウニング）

投手記録
- 通算勝利数：22（ヘンリー・グルーバー）
- 通算奪三振：110（ヘンリー・グルーバー）